# Чаннел (острова)
Острова́ Ча́ннел (англ. Channel Islands of California — [ˈtʃænl ˈaɪləndz]) — архипелаг, состоящий из 8 средних и мелких островов. Они находятся в Тихом океане возле побережья южной Калифорнии вдоль пролива Санта-Барбара. На пяти из них расположен одноименный национальный парк.

## Описание островов

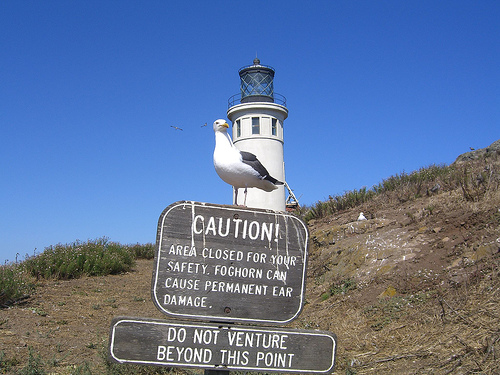
Маяк на острове Анакапа. На переднем плане надпись сообщает, что проход вглубь территории далее данного щита закрыт для безопасности посетителей; противотуманная сирена маяка может вызвать стойкое повреждение слуха

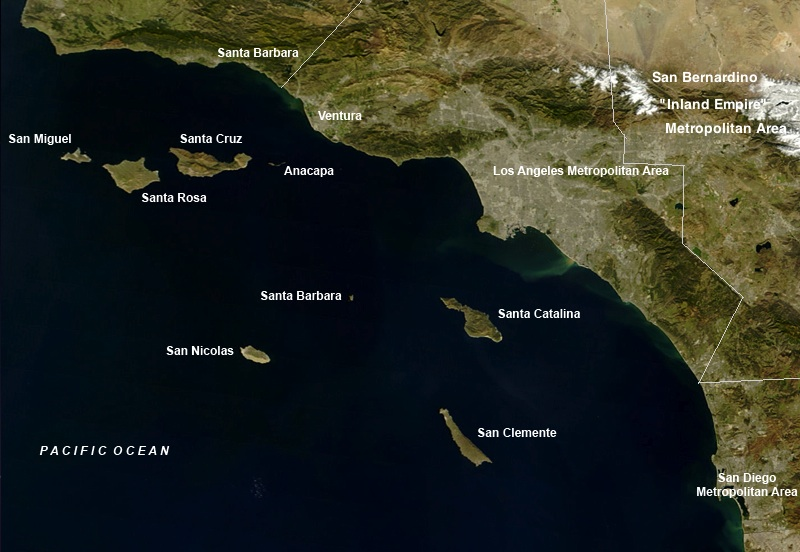
Спутниковый снимок

Восемь островов разделены между тремя отдельными калифорнийскими округами: Санта-Барбара (четыре острова), Вентура (два острова) и Лос-Анджелес (два острова). Острова разбиваются на две группы: Северные Острова Канала и Южные Острова Канала. Архипелаг простирается на 257,5 километра (160 миль). Самый северный остров — Сан-Мигель, южный — Сан-Клементин. Общая площадь островов — 908,8 км² (221 331 акр, или около 346 квадратных миль). На пяти островах архипелага (Сан-Мигель, Санта-Роза, Санта-Круз, Анакапа и Санта-Барбара) в 1980 г. был основан национальный парк Острова Чаннел. Только на острове Санта-Каталина расположены постоянные поселения — Авалон и Ту-Харборс.
Эти острова являются единственным местом обитания карликового вида лис — островной лисицы, а ранее на островах обитали карликовые мамонты.

## Характеристика островов
| Остров          | Площадь миль² | Площадь км² | Население чел. (2000 г.) | Округ         | Наивысшая точка футов (метров) |
| --------------- | ------------- | ----------- | ------------------------ | ------------- | ------------------------------ |
| Северная группа |               |             |                          |               |                                |
| Анакапа         | 1,14          | 2,95        | 3                        | Вентура       | Саммит-Пик 2930 (283)          |
| Сан-Мигель      | 14,57         | 37,74       | —                        | Санта-Барбара | Сан-Мигель-Хилл 831 (253)      |
| Санта-Круз      | 96,51         | 249,95      | 2                        | Санта-Барбара | Девилс-Пик 2450+ (747+)        |
| Санта-Роза      | 83,12         | 215,27      | 2                        | Санта-Барбара | Соледад-Пик 1589 (484)         |
| Южная группа    |               |             |                          |               |                                |
| Сан-Клементин   | 56,81         | 147,13      | 300                      | Лос-Анджелес  | Виста-Пойнт 1965 (599)         |
| Сан-Николас     | 22,75         | 58,93       | 200                      | Вентура       | Безымянный 907 (276)           |
| Санта-Барбара   | 1,02          | 2,63        | —                        | Санта-Барбара | Сигнал-Хилл 634 (193)          |
| Санта-Каталина  | 74,98         | 194,19      | 3696                     | Лос-Анджелес  | Гора Орисаба 2123 (648)        |
| Острова Чаннел  | 350,89        | 908,79      | 3703                     |               | Девилс-Пик 2450+ (747+)        |